# اچ‌ام‌اس روبوک (اچ۹۵)
اچ‌ام‌اس روبوک (اچ۹۵) (به انگلیسی: HMS Roebuck (H95)) یک کشتی بود که طول آن ۳۵۸ فوت (۱۰۹ متر) بود. این کشتی در سال ۱۹۴۲ ساخته شد.